# Simulcrypt
Mit Simulcrypt wird die Verschlüsselung eines digitalen Datenstroms bezeichnet, die durch zwei oder mehrere verschiedene Arten von Dekodern wieder entschlüsselt werden kann.
Die technische Umsetzung erfolgt entweder durch die Benutzung von verschiedenen Schlüsseln oder durch das gleichzeitige Verbreiten des Datenstroms jeweils mit den verschiedenen Verschlüsselungsverfahren kodiert.
Der Begriff Simulcrypt wird hauptsächlich im Bereich des Bezahlfernsehens benutzt. Durch Simulcrypt ist es möglich, die Benutzer von verschiedenen Dekodertypen gleichzeitig beliefern zu können, ohne dass die Zuschauer zwei verschiedene Dekoder anschaffen müssen.
Realisiert wird Simulcrypt im Sendezentrum des Betreibers durch eine Verschlüsselungseinheit (Scrambler), an die über das DVB-Simulcrypt Protokoll mehrere Zugangsberechtigungssysteme angekoppelt sind. Vor einem Kontrollwortwechsel wird das neue Kontrollwort an alle angeschlossenen Zugangsberechtigungssysteme gesendet, die daraufhin ihre proprietären Entitlement Control Messages (ECMs) erzeugen und an die Verschlüsselungseinheit zurückgeben. Sobald die ECMs von allen Zugangsberechtigungssystemen eingetroffen sind, fügt die Verschlüsselungseinheit die ECMs in den Transportstrom ein und führt kurz darauf den Schlüsselwechsel durch Einsatz des neuen Kontrollwortes durch.
Simulcrypt wird oft verwendet, wenn ein Bezahlfernseh-Betreiber plant, das Zugangsberechtigungssystem zu wechseln. Für eine Übergangszeit, etwa bis alle Dekoder des alten Systems getauscht wurden, sendet der Betreiber sein Programm verschlüsselt unter beiden Systemen.
Das DVB-Simulcrypt Protokoll hat sich als Norm-Schnittstelle zwischen Zugangsberechtigungssystem und Verschlüsselungseinheit etabliert.
Eine Alternative zu Simulcrypt ist die Benutzung eines Common-Interface-Dekoders.
Im Gegensatz zu Simulcrypt steht das Multicrypt-Verfahren; hier können zwei grundsätzlich verschiedene Verschlüsselungsarten mit einem Receiver entschlüsselt werden (z. B. Abo von zwei grundsätzlich verschiedenen Pay-TV-Angeboten).

## Beispiel
- 2009 erklärte Kabel Deutschland, künftig neben Nagravision auch mit NDS VideoGuard zu verschlüsseln.[3]
- Seit 2008 verschlüsselt der Kabelnetzbetreiber Tele Columbus seine TV-Pakete mit NDS Videoguard und bis auf weiteres auch mit Conax.[4]
- Von Dezember 2007 bis Mai 2008 wurden Pay-TV-Sender im Netz des Kabelnetzbetreibers Kabel BW sowohl in Nagravision, als auch in NDS-Videoguard verschlüsselt.
- Seit April 2003 sendet der ORF seine digitalen Fernsehprogramme über den Satelliten Astra verschlüsselt in Cryptoworks, unterstützte gleichzeitig aber auch Betacrypt-Dekoder (diese Unterstützung wurde nur bis 2008 aufrechterhalten).